# Ты и я (фильм, 1971)
«Ты и я» — художественный фильм режиссёра Ларисы Шепитько, снятый в 1971 году.

## Сюжет
Подойдя вплотную к открытию, которое имело серьёзное значение в нейрохирургии, герой фильма Пётр оставляет научную работу, своего коллегу по эксперименту и лучшего друга и уезжает в Швецию работать врачом в посольстве. 
Спустя несколько лет неудовлетворённость работой заставляет его вернуться в Москву. Но там его не ждут, не принимают в научное сообщество, а лучший друг отказывается помочь, несмотря на просьбы жены Петра. После этого он уезжает в Сибирь. Многочисленные встречи с разными людьми помогают ему обрести мужество, преодолеть себя и вернуться к брошенной когда-то научной работе.

## В ролях
- Леонид Дьячков — Пётр
- Юрий Визбор — Саша
- Алла Демидова — Катя
- Наталья Бондарчук — Надя
- Леонид Марков — Сергей, вертолётчик
- Владимир Носик — Колька, вертолётчик
- Олег Ефремов — Олег Павлович
- Виктор Шульгин
- Наталья Швец — эпизод
- Александр Январёв — Валька
- Андрей Николаев — эпизод
- Мстислав Запашный — эпизод
- Лидия Константинова
- Александр Ширвиндт — эпизод

## Съёмочная группа
- Режиссёр: Лариса Шепитько
- Сценарий: Лариса Шепитько, Геннадий Шпаликов
- Оператор: Александр Княжинский
- Композитор: Альфред Шнитке
- Художник: Александр Бойм
- Художник по костюмам: Вячеслав Зайцев
- Дирижёр: Эри Клас
- Звукооператор: Лев Трахтенберг

## Места съёмок
Съёмки зарубежных кадров, по сценарию, имевших место в Стокгольме, происходили в Цюрихе (снято на Банхофштрассе)